# Back to Black: B-Side
Back To Black: B-Side, en Estados Unidos Back To Black: The B-Side y Reino Unido Back To Black: The  Deluxe Edition  es el tercer y último extended play de la cantante británica Amy Winehouse, lanzado el 15 de enero de 2008..

## Recepción
Gavin Haynes de NME le dio un 5/10 de calificación, pero expresó que su versión original "vale la pena un 8/10". Robert Christgau de MSN Music, dio al álbum una mención de honor de dos estrellas, lo que indica:

Para un consumidor es un agradable esfuerzo en sintonía con su visión estética predominante o individual, así pueden disfrutar.

## Lista de canciones
| Back To Black: B-Side |                                                            |          |  |
| N.º                   | Título                                                     | Duración |  |
| 1.                    | «Valerie»                                                  | 03:53    |  |
| 2.                    | «Cupid»                                                    | 03:49    |  |
| 3.                    | «Monkey Man»                                               | 02:56    |  |
| 4.                    | «Some Unholy War» (Down Tempo)                             | 03:17    |  |
| 5.                    | «Hey Little Rich Girl» (con Zalon y Ade)                   | 03:35    |  |
| 6.                    | «You're Wondering Now (Solo en algunas versiones)» (09:09) | 02:33    |  |
| 7.                    | «To Know Him Is to Love Him»                               | 02:24    |  |
| 8.                    | «Love Is a Losing Game» (Original Demo)                    | 03:43    |  |

## Listas musicales
| Lista (2008)                    | Mejor posición |
| ------------------------------- | -------------- |
| Estados Unidos (Catalog Albums) | 8              |
| Estados Unidos (Billboard 200)  | 101            |
| Reino Unido (UK Albums Chart)   | 1              |